# Tanc Crusader
El crusader fou un model de tanc de tipus mitjà usat pels britànics en la Segona Guerra Mundial. La seva denominació, va donar nom a l'Operació Crusader, desenvolupada en el nord d'Àfrica, que va ser el moment que es va emprar per primera vegada en gran nombre aquest model. Després de les primera versió, els Crusader Mk. I, el 1941 es van provar a Egipte els nous tipus II, prenent part en l'Operació Battleaxe i en l'Operació Crusader, amb greus pèrdues. Encara que resistia la comparança amb els Panzer III tipus G de Rommel, estava totalment indefens abans els Panzer IV i davant els famosos "acht-acht" (vuit-vuit), els antiaeris de 88 mm usats com a anti-tancs pels alemanys. El seu canó de 40 mm. no estava a l'altura de l'Afrika Korps. Posteriorment es desenvoluparia el Crusader III, que a pesar dels seus avanços seguia tenint una escassa capacitat de foc, comparant amb els models més recents de l'Alemanya nazi.